# Isabel Bayón
Isabel Bayón Gamero (* 13. Mai 1969 in Sevilla) ist eine spanische Flamenco-Tänzerin, -Choreografin und -Lehrerin.

## Kindheit und Jugend
Isabel Bayón begann bereits in früher Kindheit mit dem Tanz. Im Alter von fünf Jahren trat sie in die Akademie von Matilde Coral ein. Mit sechs Jahren hatte sie ihren ersten Auftritt vor großem Publikum im Teatro Lope de Vega in Sevilla: Als Partnerin von Antonio Ruiz Soler tanzte sie Sevillanas. Mit zehn Jahren tanzte sie Flamenco auf professionellem Niveau. Im Alcázar von Sevilla trat sie bei einer Hommage für Antonio Mairena auf.
Mit dreizehn Jahren nahm sie zum ersten Mal an der Flamenco-Biennale von Sevilla teil. Mit 16 Jahren erwarb sie das Diplom für spanischen Tanz der Konservatorien von Sevilla und Córdoba. In jenen Jahren tanzte sie, ihren eigenen Worten zufolge, auf allen Festivals in Andalusien, und es waren deren viele. Erwähnt seien 1986 das Festival Andaluz in Bordeaux und im selben Jahr die Hommage an Pepa Montes in Sevilla sowie ihr Auftritt in der Show Flamenco Vivo an der Seite von Milagros Mengíbar und Manolo Marín. Ferner lehrte sie Flamenco an der Schule von Matilde Coral. Diese Stellung gab sie 1988 auf. In jenem Jahr war sie Finalistin um den Giraldillo del Baile, den die Stadt Sevilla jeweils zur Biennale verleiht.
Mit der Gründung der Cooperativa Andaluza Fuente Flamenco begann sie 1988, im Alter von 19 Jahren, ihre erste eigene kommerzielle Unternehmung. Weitere Mitglieder der Kooperative waren die Gitarristen Paco Arriaga und Romerito Hijo, der Sänger Antonio Saavedra und der Tänzer Juan Ortega.

## Auftritte bis 2004
Als Solistin und eingeladene Gast-Künstlerin hatte Isabel Bayón Auftritte in:
- A contratiempo von Manolo Marín, 1991;
- Azabache von Gerardo Vera, 1992;
- Réquiem und De lo flamenco, beide mit der Compañía Andaluza de Danza, 1994;
- Picasso flamenco mit der Compañía Escena Flamenca, 1996;
- Los flamencos bailan y cantan a Lorca von Mario Maya, 1997;
- Las huellas de la Argentinita von José Luis Ortiz Nuevo, 1997;
- Solo por Arte von Javier Barón, 1998;
- Elegía Andaluza. Homenaje a Antonio von José Antonio Ruiz, 1999;
- Inventario de Henry Bengoa von José Luis Ortiz Nuevo, 2000;
- Bachdaliana von Fernando Romero, 2000;
- El Baile es mujer von Merche Esmeralda, 2002;
- dem Auftritt von José Luis Ortiz Nuevo bei der Flamenco-Biennale von 2004 in Sevilla.

Fuente Flamenco hatten ihr Debüt 1988 beim internationalen Theaterfestival von Albacete. Sie nannten ihr Stück Fuente Flamenca. Es vereinigte Flamenco und Schauspiel. Acht weitere Personen verstärkten das Ensemble von Fuente Flamenco bei der Aufführung. Danach gingen sie auf Tournee nach Italien und in den folgenden Jahren in verschiedene andere Länder. Für die Aufführung Oripandó des Ballet Nacional de España 1999 in Fukuoka choreografierte sie eine Guajira. Für die Compañía Andaluza de Danza choreografierte sie 2001 für deren Show Encuentros einige Tangos und eine Bulería por Soleá. An letzterer nahm sie auch als Tänzerin teil.

## Große Bühnenwerke bis 2010
Seit 2002 war und ist die Biennale von Sevilla für sie immer wieder der Anlass, abendfüllende Gesamtaufführungen zu schaffen und auf die Bühne zu bringen. Das erste dieser Werke war Del Alma. Sie selbst charakterisierte das Stück so:

«(...) en él no se cuenta ninguna historia personal ni hay un guión que interpretar (...) Es algo íntimo, profundo, lo que quiero mostrar con mi baile (...)»

„(...) darin erzähle ich keine persönliche Geschichte, und es gibt kein Skript, das interpretiert wird (...) Es ist etwas Intimes, Tiefes, das, was ich mit meinem Tanz zeigen möchte (...)“

Jesús Torres und Paco Arriaga komponierten die Musik für den Tanzabend; beide spielten gemeinsam mit Manuel Pérez die Gitarren. Auch Musik von Antonio Vivaldi wurde gespielt. Als Gast-Tänzer und -Choreografen lud Isabel Bayón Fernando Romero ein. Im Pas de deux mit ihm tanzte sie Rondeñas und Romances. Einige Jaleos und die Mariana tanzte sie solo.
Zwei Jahre später, zur Biennale 2004, schuf sie erneut ein Ballett: La mujer y el pelele. Es basiert auf der Erzählung La femme et le pantin von Pierre Louÿs. Isabel Bayón tanzte darin die Hauptfigur, die verführerische Conchita Pérez, die den tragikomischen Antihelden Don Matéo Díaz nach Belieben an der Nase herumführt. Sie selbst trug auch kleine Gesangsstücke vor. Sie tanzte Bambera, Polo, Seguiriya, Sevillanas, Tangos und Tanguillos. Als eingeladener Gasttänzer stand ihr Tomasito (der 1969 geborene Sänger und Tänzer Tomas Moreno Romero) zur Seite. Jesús Torres und Paco Arriaga spielten erneut die Gitarren. Es sangen Juan José Amador und Miguel Ortega. Den Text schrieb Antonio Álamo; der Schauspieler Juan Motilla trug ihn vor.
Zur Biennale 2006 präsentierte sie La puerta abierta. Ein Stück, ihren Worten zufolge der Offenheit gewidmet: „Eine offene Tür für Eingebung, Fantasien, Gefühle. (...) Eine offene Tür der Freiheit.“ Es wurde Flamenco getanzt, es wurde zu den Goldberg-Variationen von Johann Sebastian Bach getanzt, und es wurde ein Paso doble getanzt. Zur Musik von Jesús Torres sangen Tía Anica la Piriñaca (* 1899 in Jerez de la Frontera), Manuel Agujetas und Miguel Poveda. Das Stück wurde mit dem Giraldillo für die beste Bühnenaufführung ausgezeichnet.
Die Biennale 2008 bestritt sie mit Tórtola Valencia, einer Hommage an die Tänzerin Carmen Tórtola Valencia aus Sevilla. Diese hatte in der ersten Hälfte des 20. Jahrhunderts ihr Publikum verzaubert und dazu beigetragen, den Tanz von den damaligen Konventionen zu befreien. In einer Projektion wurden Filmdokumente von Tórtola und ihrer Zeit gezeigt. In Anlehnung an Tórtolas Stil mischte Isabel Bayón orientalische Elemente in ihren Flamencotanz. Ein charakteristisches Beispiel war die Nummer El serpiente. Isabel Bayón begann mit Figuren aus dem hinduistischen Tanz, modulierte in den Flamenco, leitete zu Tangos über und kehrte am Ende zum Ausgangspunkt zurück. Nach diesem Stück tanzte sie Guajira, Garrotín und Farruca und schloss mit einer Soleá ab. Es sang Miguel Poveda als eingeladener Künstler. Matilde Coral setzte den Schlusspunkt den Abends mit einer Soleá und einer persönlichen Widmung an den kurz davor verstorbenen Mario Maya. Matilde Corals Tanz zum Gesang von Miguel Poveda wurde mit dem Girardillo für den Momento Mágico der Biennale ausgezeichnet.
Ihr Stück für die Biennale 2010, En la horma de sus zapatos, vereinigt die Arbeiten dreier anderer Choreografen mit einer eigenen Choreografie. Das Werk beruht auf einem Sonett von Miguel Hernández, Por tu pie, blancura más bailable. Die eingeladenen Choreografen des ersten Teils waren Florencio Campo, Fernando Romero und Rubén Olmo. Den zweiten Teil, ihre eigene Choreografie, widmete sie ihrer Lehrerin Matilde Coral und ihrem Lehrer Mario Maya. Dasselbe Stück präsentierte sie auch 2011 beim Festival von Jerez.

## Jüngere Vergangenheit
Isabel Bayón präsentierte Caprichos del tiempo 2013 anlässlich des Festivals von Jerez. Das Stück reflektiert die Zeit, und wie sie unsere Arbeit beeinflusst, und beschäftigt sich mit der Spannung zwischen modischen Neuerungen und dem Erhaltenswerten. In einer Art Suite tanzte Isabel Bayón im korallenroten Kleid klassische Tänze in zeitgemäßer Form: Die Malagueña, die Guajira, die Farruca, den Tango, eine lange Seguiriya, die in eine Toná überging. Es sangen Manuel Vallejo und El Londro.
Im selben Jahr wurde sie mit zwei bedeutenden Preisen ausgezeichnet:
- Dem Premio Nacional de Danza; dieser wird vom spanischen Ministerium für Ausbildung, Kultur und Sport verliehen und ist mit 30.000 € dotiert.[21]
- Dem Premio de la Crítica de la Cátedra de Flamencología de Jerez.[22]

Die Biennale 2014 in Sevilla bestritt sie erneut mit Caprichos del tiempo. Anschließend ging sie mit dem Stück auf Asien-Tournee.
Zur Biennale 2016 trat sie mit einer Gemeinschaftsarbeit an: In DJU-DJU tanzte sie mit ihrer Kompanie unter der Regie von Israel Galván. Das Stück setzt sich mit dem Aberglauben auseinander, der der Gitano-Kultur immanent sei; mit Ängsten und Raserei. Isabel Bayón gesteht selbst ein, abergläubisch zu sein: Sie stehe mit dem rechten Fuß auf und habe bestimmte Marotten auf der Bühne. Mit ihr auf der Bühne tanzten Alicia Márquez und Nieves Casablanca, Jesús Torres spielte die Gitarre, David Lagos sang und Alejandro Rojas-Marcos begleitete auf dem Clavichord und der Orgel.
Ihre vorerst jüngste Arbeit präsentierte sie auf der Biennale 2018: Yo soy. Die Dramaturgie gestaltete sie gemeinsam mit Carmen Fernández, Jesús Torres übernahm die musikalische Leitung dieser größtenteils heiteren, farbenfrohen Folge von Flamenco-Tänzen. Die Gitarren spielten Jesús Torres und Paco Arriaga, es sangen David Carpio und Juan de Mairena, José Carrasco begleite mit der Perkussion.

## Lehrtätigkeit
2006 gründete sie in Sevilla gemeinsam mit dem Tänzer Ángel Atienza die Flamenco-Schule ADOS. Derzeit (2018) lehrt sie als Professorin am Conservatorio Superior de Danza María de Ávila in Madrid.

## Stil
Isabel Bayón tanzt einen femininen, eleganten Flamenco. Bei tiefem Respekt und Wissen um die klassischen Formen ist ihr Stil variantenreich und kreativ. Sie verfügt über ein reiches Repertoire, das auch die heutzutage wenig gezeigten Palos wie die Rondeña und die Mariana umfasst.